# عيسى قسيسية
عيسى قسيسية (1964 في القدس – ) سياسي ودبلوماسي فلسطيني، شغل منصب سفير دولة فلسطين لدى الكرسي الرسولي، ويشغل منصب سفير دولة فلسطين لدى فرسان مالطا.

## النشأة والتحصيل العلمي
وُلد عيسى جميل قسيسية في عام 1964 بمدينة القدس لعائلة فلسطينية يونانية أرثوذكسية. حصل على درجة البكالوريوس في الأدب الإنجليزي من جامعة بيت لحم، كما حصل على درجة الماجستير في العلاقات الدولية من جامعة بيرزيت، ودرس الإدارة العامة في كلية كنيدي للحكومة والدبلوماسية في جامعة برمنغهام.

## الحياة السياسية
خدم قسيسية في مواقع عدة بمنظمة التحرير الفلسطينية ولاحقًا السلطة الوطنية الفلسطينية، حيث كان مدير العلاقات الدولية في بيت الشرق، وضمن وفد المفاوضات الفلسطيني حول الكنائس والقضايا المتعلقة بالقدس.
عُين في عام 2004 مديرًا عامًا في ديوان الموظفين العام للعمل في مكتب الشؤون الكنسية. وفقًا لمرسوم رئاسي في عام 2007، كان ضمن اللجنة الرئاسية العليا لمتابعة الشؤون المسيحية. واستمر عضوًا في اللجنة بعد تعديل عام 2008. وتعديل عام 2016.
عُين عام 2013 سفيرًا لدولة فلسطين لدى الكرسي الرسولي، وفي عام 2017 عُين سفيرًا لدولة فلسطين لدى فرسان مالطا.